# Angyalok királynéja templom
A makkosmáriai Angyalok királynéja kegytemplom a Székesfehérvári egyházmegye egyik búcsújáróhelye. Makkosmária Budakeszi délkeleti településrésze, mindössze néhány házból, gazdasági épületből és a híres barokk stílusú kegytemplomból áll, mely az 1730-as években épült.

## Története
A hiteles történet szerint 1731-ben egy Traub János nevű legény a budakeszi határában fekvő szőlőkbe igyekezett, mikor egy útszéli tölgyfánál Krisztus arca jelent meg előtte. Traub később megbetegedett, majd gyógyulása után egy Falkoner nevű skót származású budai festőtől vásárolt egy a Gyermekét tápláló Szűzanyát ábrázoló olajfestményt és a képet az útszéli tölgyfára helyezte. Hamarosan mások is látogatni kezdték a helyet és Acsádi Ádám veszprémi püspök kivizsgáltatta az eseményeket, majd engedélyezte, hogy a szentképet nyilvános tiszteletben részesítsék. Később az összegyűlt adományokból kis kápolnát építettek a szentkép fölé, melyet a közelben élő két remete gondozott. A népszerű zarándokhelyen az Óbudán működő Trinitárius szerzetesrend egytornyú templomot és egy kis kolostort épített. A rend, „A Fogolykiváltó Szűzanya Szentháromságról nevezett Rendje" a török ellen folytatott harcok idején egész Dél-Európában a fogságba esett keresztények kiváltásán fáradozott. Pénzt gyűjtöttek és sok esetben a szerzetesek saját magukat cserélték ki egy-egy hadifogolyért.
Koller Ignác veszprémi püspök 1768-ban szentelte fel a templomot tízezernél is több zarándok jelenlétében. A templomban elhelyezték a tölgyfa törzsét, valamint a szentképet. 
Miután II. József császár 1784-ben a Fogolykiváltók Rendjét is feloszlatta, a virágzásnak indult Mária-kegyhelyet is bezárták és a kegyképet, valamint a fatörzset a budakeszi plébániatemplomba szállították. A kolostor és a templom világiak kezére került és néhány évtized alatt rommá lett. Az első világháború alatt Miller József budakeszi plébános a templomromot a hozzátartozó kolostorral együtt az egyház számára visszavásárolta.
A második világháború előtt néhány évvel a Fájdalmas Szűzanya tiszteletére alapított szervita rend papjai kezdtek újra szentmisét mondani vasárnapokon és Mária-ünnepeken a romokból összeállított kis kápolnában. A háború alatt és után mind többen jöttek ide hadifogoly hozzátartozóikért imádkozni és meghonosodott a Fogolykiváltó Boldogasszony tisztelete. A hívek adományaiból és munkájából a szervita atyák 1938 és 1947 között felépítették a jelenlegi templomot, melyet 1950-ben Shvoy Lajos székesfehérvári püspök szentelt fel. Újra elhelyezték a budakeszi plébániatemplomban őrzött fatörzset és kegyképet.
A szerzetesrendek felosztása miatt 1950-ben távozni kényszerült szervita atyák helyébe, az egyházmegye keretébe felvett P. Tamás János jezsuita atya vezette a kegytemplomot 33 esztendőn át.
Az 1964-ben felújított templomot jelenleg a Domonkos-rend működteti. A háborús idők elmúltával a kegytemplomban továbbra is a „foglyokért" imádkoznak, a kábítószeresekért, alkoholistákért, a testiség, a szerencsejátékok és minden más káros szenvedélyek rabjaiért.

## Galéria

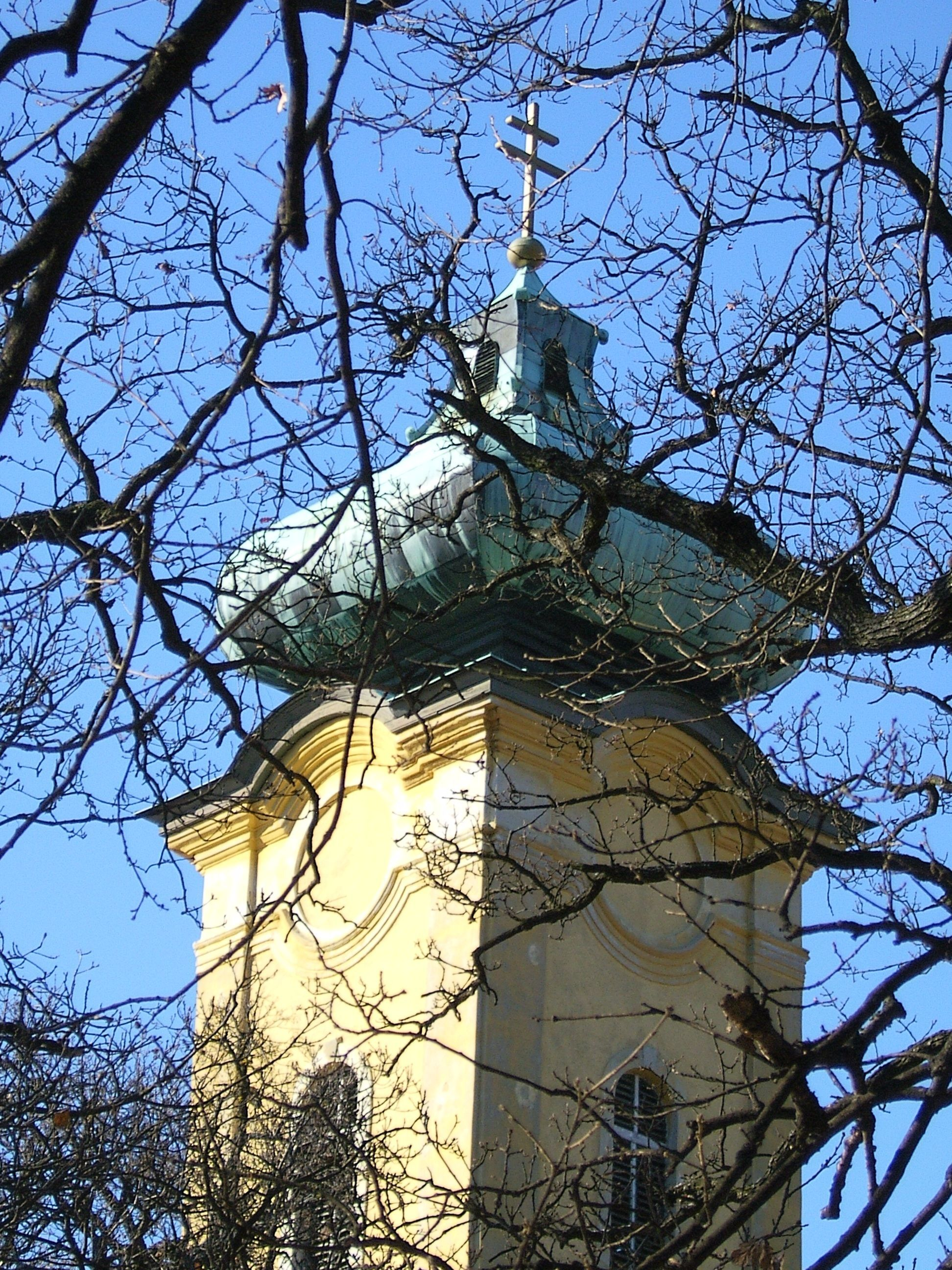
Torony
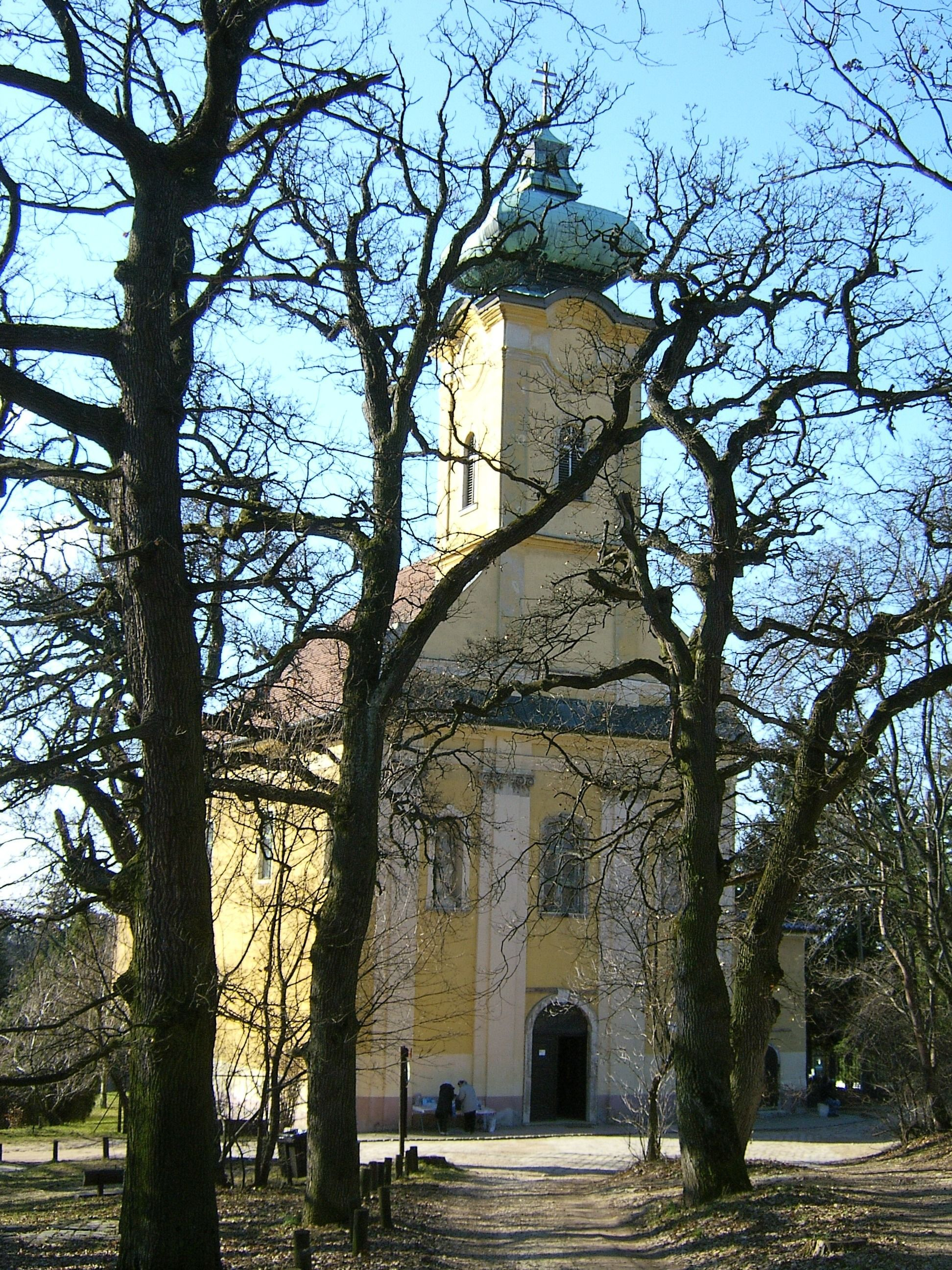
A templom
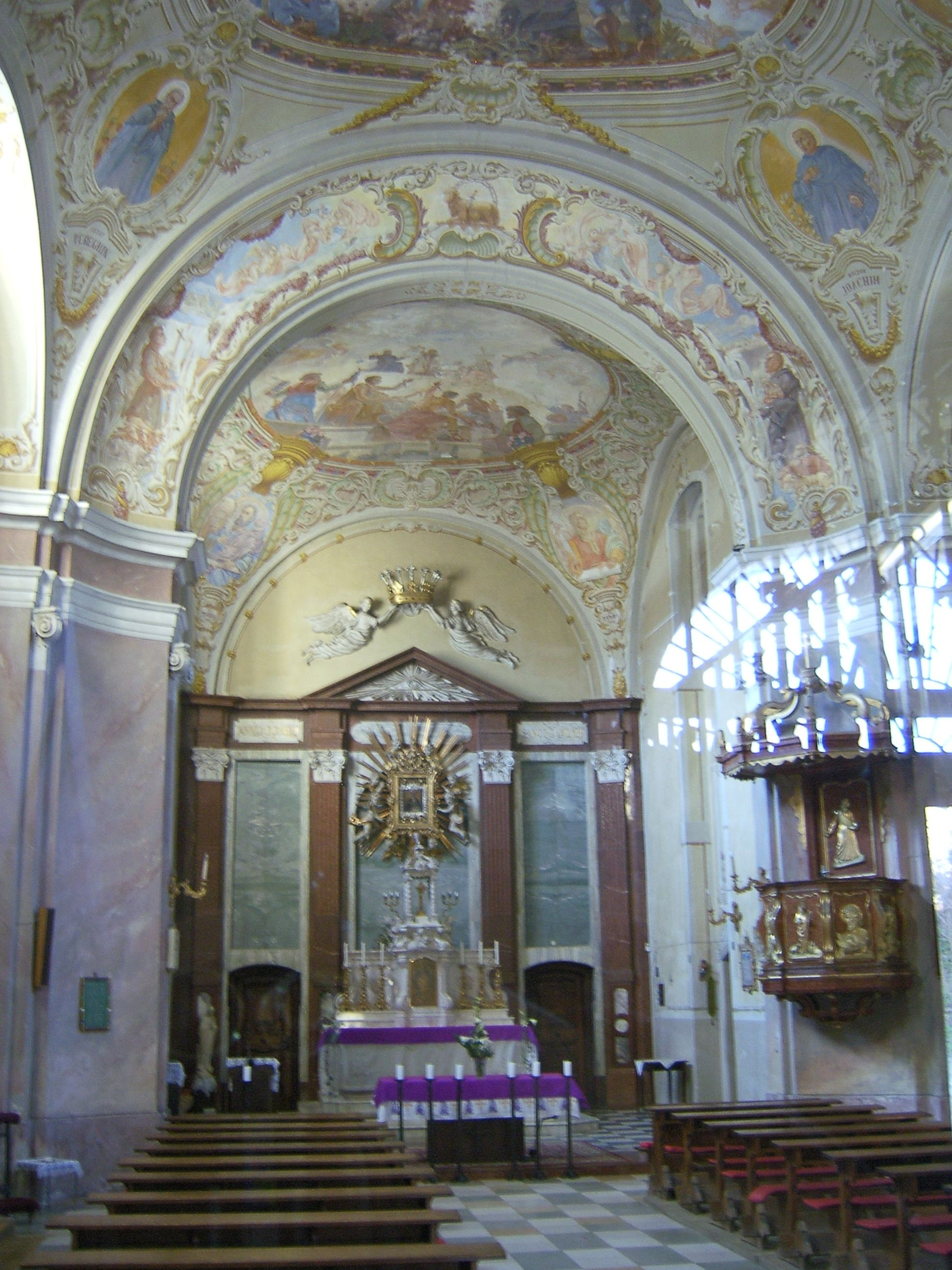
Belső tér
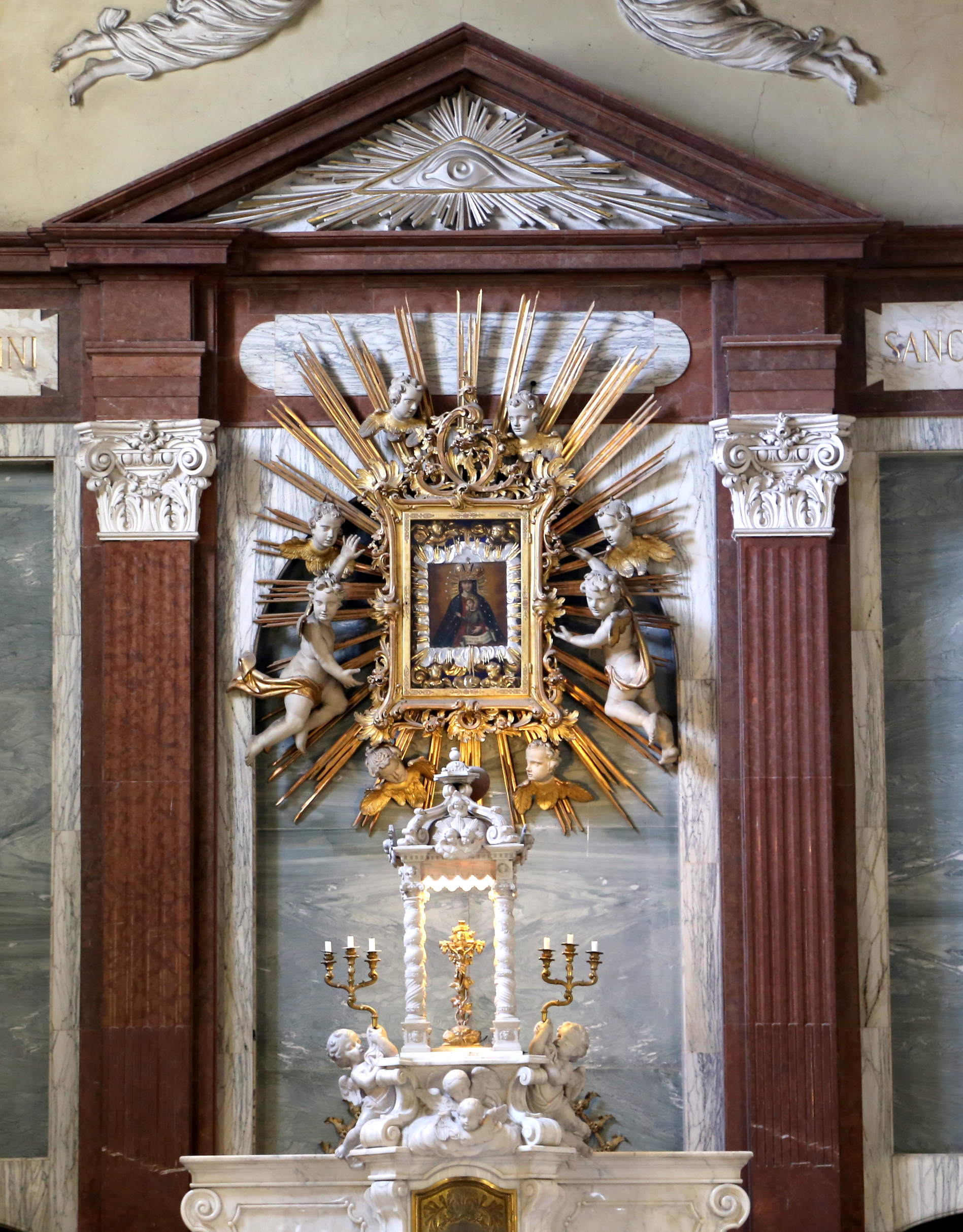
A főoltár
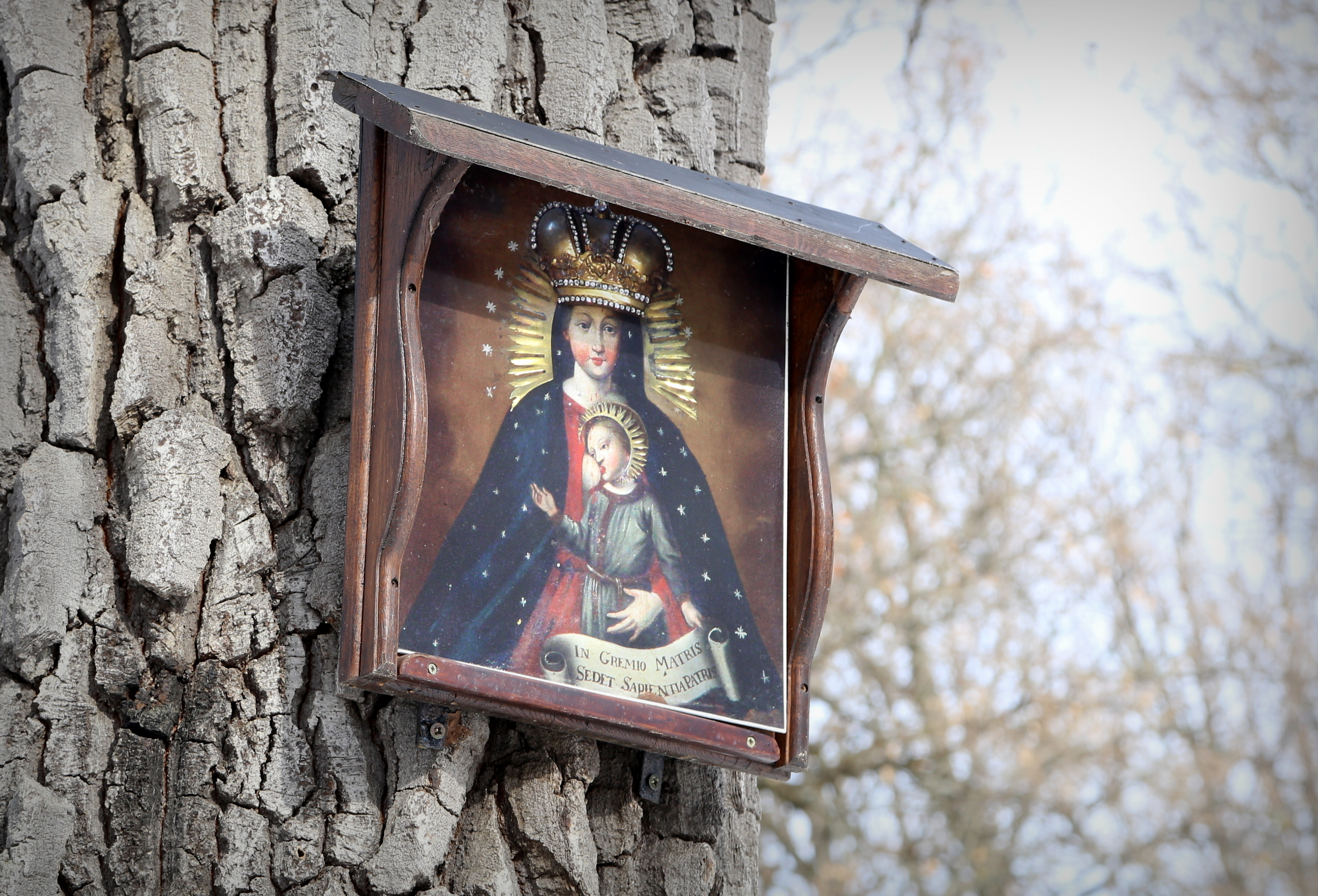
A kegykép másolata